# Herbert Gilles Watson
Herbert Gilles Watson (ur. 30 marca 1889, zm. 29 marca 1942) – as lotnictwa australijskiego Royal Australian Air Force z 14 potwierdzonymi zwycięstwami w I wojnie światowej.
Herbert Gilles Watson urodził się w Caversham, Dunedin, Nowa Zelandia. Przed wojną pracował jako kierownik magazynu w Sydney.
W październiku 1914 roku został przyjęty do Armii Australijskiej do 2 New South Wales Signal Troop, 2 Light Horse Brigade.
Do Europy został wysłany w grudniu 1914 roku. Po przejściu szkolenia w Egipcie Watson brał udział w walkach pod Gallipoli w lecie 1915 roku. W czasie walk został ranny i po przejściu leczenia w Anglii powrócił do służby. W 1917 roku został przeniesiony do Royal Australian Air Force
Po ukończeniu kursu pilotażu i otrzymaniu licencji pilota, 5 lutego 1918 roku, został przydzielony do No. 4 Squadron RAAF. Po przybyciu jednostki do Francji Watson został przydzielony do eskadry B "B Flight". Pierwsze zwycięstwo powietrzne odniósł 19 kwietnia 1918 roku w okolicach Loos na samolocie Sopwith Camel o numerze seryjnym (B7406). 6 czerwca w okolicach Sailly zestrzelił niemiecki balon obserwacyjny. 17 czerwca odniósł podwójne zwycięstwo powietrzne na wschód od Laventie. Zestrzelił wówczas dwa samoloty Pfalz D.III uzyskując tytuł asa. Ostatnie zwycięstwo odniósł 2 października 1918 w okolicach Capinghem-Wez Macquart nad balonem obserwacyjnym.
Po zakończeniu wojny Watson powrócił do Australii 21 listopada 1918 roku W okresie międzywojennym zajmował się hodowla koni. Po wybuchu II wojny światowej powrócił do Royal Australian Air Force. Zmarł w 1942.